# Možda dogodine
Možda dogodine četrnaesti je studijski album hrvatskog rock sastava Prljavo kazalište. Album je 1. lipnja 2012. godine objavila diskografska kuća Croatia Records.

## Popis pjesama[1]
| 1.    | »Knjiga tajni«               | 4:15 |
| 2.    | »Ljubav je...«               | 4:11 |
| 3.    | »Prgav il' ne«               | 3:56 |
| 4.    | »Ako ti još jednom oprostim« | 4:19 |
| 5.    | »Djevojka od milijun dolara« | 4:14 |
| 6.    | »Voli me«                    | 6:17 |
| 7.    | »Sjeti me se«                | 3:42 |
| 8.    | »Viva«                       | 3:35 |
| 9.    | »Liker zaborava«             | 3:56 |
| 10.   | »Možda dogodine«             | 4:26 |
| 11.   | »Iza mojih prozora«          | 5:28 |
| 12.   | »Baš kad nije vrijeme«       | 5:36 |
| 54:37 |                              |      |

## Osoblje
Prljavo kazalište
- Jasenko Houra — ritam gitara
- Mladen Bodalec — vokali
- Tihomir Fileš — bubnjevi
- Jurica Leikauff — klavijature
- Dubravko Vorih — bas-gitara
- Mario Zidar — solo gitara, akustična gitara